# Z biegiem lat
Z biegiem lat – dziewiętnasty album zespołu Skaldowie, zawierający piosenki nagrane w latach 1972–1980.
W 1981 Skaldowie mieli wydać, wówczas, dwunasty album. Miał się składać z dwóch płyt, jednej z kompozycjami Andrzeja, a drugiej z piosenkami Jacka Zielińskiego. Płyta miała zostać opatrzona tytułem „Zostaw to młodszym”. W kwietniu 1981 Skaldowie wyjechali na dwumiesięczne tournée po Stanach Zjednoczonych. W wyniku przedłużenia kontraktów zostali w USA znacznie dłużej i tam dowiedzieli się o wprowadzeniu stanu wojennego w Polsce. Andrzej Zieliński zdecydował się pozostać w USA na stałe, a reszta zespołu, już nie jako zespół, powróciła do Polski. Do wydania projektu powrócono w 2010 roku. Materiał, wzbogacony o kilka nagrań z tamtego okresu, został wydany nakładem Polskiego Radia.

## Lista utworów

### CD1
1. „Z biegiem lat” (Andrzej Zieliński – Andrzej Kuryło) – 4:08
2. „Aż do gwiazd” (Jacek Zieliński – Ewa Lipska) – 5:16
3. „Bez granic, bez końca” (Andrzej Zieliński – Leszek Aleksander Moczulski) – 4:00
4. „W oknach otwartych” (Andrzej Zieliński – Andrzej Jastrzębiec-Kozłowski) – 5:43
5. „Nie słuchał mnie nikt” (Jacek Zieliński – Adam Zagajewski) – 4:50
6. „Wszystkie uśmiechy” (Andrzej Zieliński – Tadeusz Śliwiak) – 3:55
7. „Zróbmy coś z tym dniem” (Andrzej Zieliński – Leszek Długosz) – 5:06
8. „Popołudnie z tobą” (Andrzej Zieliński – Andrzej Jastrzębiec-Kozłowski) – 3:56
9. „Błękitnie mi z tobą” (Andrzej Zieliński – Grzegorz Walczak) – 6:42
10. „Mam dla ciebie to co chcesz” (Andrzej Zieliński – Andrzej Kuryło) – 5:29
11. „Marynarze z morza łez” (Andrzej Zieliński – Agnieszka Osiecka) – 3:18
12. „Pachnie chlebem” (Andrzej Zieliński – Grzegorz Walczak) – 5:25
13. „Nocni jeźdźcy” (Andrzej Zieliński – Krzysztof Logan-Tomaszewski) – 4:19
14. „Pewne chwyty są ograne” (Andrzej Zieliński – Leszek Aleksander Moczulski) – 2:38
15. „Nie dotykaj dzikich róż” (Jacek Zieliński – Wiesław Dymny) – 4:27
16. „Ostry zakręt” (Andrzej Zieliński – Leszek Aleksander Moczulski) – 5:17
17. „Nie oślepiaj” (Andrzej Zieliński – Jonasz Kofta) – 2:27

### CD2
1. „Piosneczka wiosenna” (Andrzej Zieliński – Jan Wołek) – 6:38
2. „To będzie piękne” (Andrzej Zieliński – Andrzej Jastrzębiec-Kozłowski) – 3:14
3. „Pamiętam wszystko” (Andrzej Zieliński – Andrzej Jastrzębiec-Kozłowski) – 6:26
4. „Dzisiaj włożyłem śmieszne ubranko” (Jacek Zieliński – Leszek Aleksander Moczulski) – 4:33
5. „Szukam tej pogody” (Jacek Zieliński – Leszek Aleksander Moczulski) – 3:16
6. „Niedługo zjawi się dziewczyna” (Andrzej Zieliński – Janusz Królikowski) – 2:41
7. „Białe chorągwie wisien” (Jacek Zieliński – Władysław Broniewski) – 3:07
8. „Zapadam w sen” (Andrzej Zieliński – Andrzej Kuryło) – 3:42
9. „Włóż Panie swe skrzypce” (Jacek Zieliński – Leszek Aleksander Moczulski) – 4:51
10. „Zobaczysz” (Jacek Zieliński – Edward Stachura) – 4:40
11. „Hej jest tam kto” (Andrzej Zieliński – Leszek Aleksander Moczulski) – 2:54
12. „Bez sensu i nonsensu” (Jacek Zieliński – Jacek Rzehak) – 2:24
13. „Cierpliwie będziemy czekać” (Jacek Zieliński – Leszek Aleksander Moczulski) – 3:36
14. „Wino z dzikiej róży” (Andrzej Zieliński – Krzysztof Logan Tomaszewski) – 5:19
15. „Wieczorem” (Jacek Zieliński – Józef Czechowicz) – 3:17
16. „Dam się wygwizdać na stadionach” (Andrzej Zieliński – Leszek Aleksander Moczulski) – 4:01
17. „Twą jasną widzę twarz” (Andrzej Zieliński – Leszek Aleksander Moczulski) – 5:54

Nagrania zrealizowano:
CD1
- 1972 (5)
- 1974 (2, 3)
- 1975 (4)
- 1977 (6, 7, 10, 11, 13)
- 1978 (8, 9, 12) (oraz 14 z CD2)
- 1979 (1, 14–17)

CD2
- 1980 (1–13, 15–17)

## Skaldowie w składzie
- Andrzej Zieliński – piano Fendera, fortepian, syntezatory Yamaha i Roland, organy Hammonda, śpiew
- Jacek Zieliński – śpiew, skrzypce, trąbka, instrumenty perkusyjne
- Konrad Ratyński – gitara basowa, śpiew
- Jerzy Tarsiński – gitara
- Jan Budziaszek – perkusja
- Wiktor Kierzkowski – perkusja

oraz:
- Łucja Prus – śpiew
- Agata Dowhań – śpiew
- Ewa Wnuk – śpiew
- Alibabki – śpiew
- Zbigniew Namysłowski – saksofon altowy
- Henryk Miśkiewicz – saksofon
- Orkiestra p/d Andrzeja Zielińskiego
- Orkiestra PRiTV